# Кавказки езици
Кавказки езици е условно название на езиците, говорени в Кавказкия регион, за които няма доказано родство с други езикови семейства. Делят се на 3 основни групи:
- картвелски езици
- абхазо-адигейски езици
- нахско-дагестански езици